# ジ・アーガス (メルボルン)

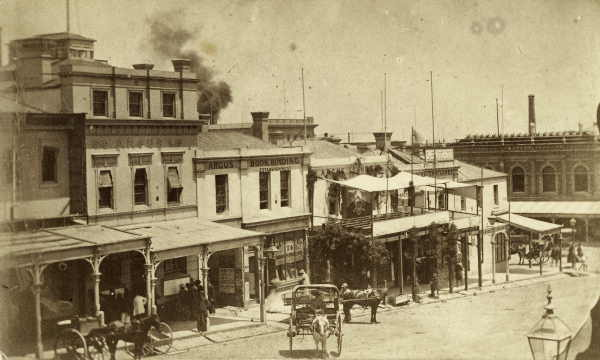
メルボルン州コリンズ東通り76番地にあったジ・アーガスのオフィス

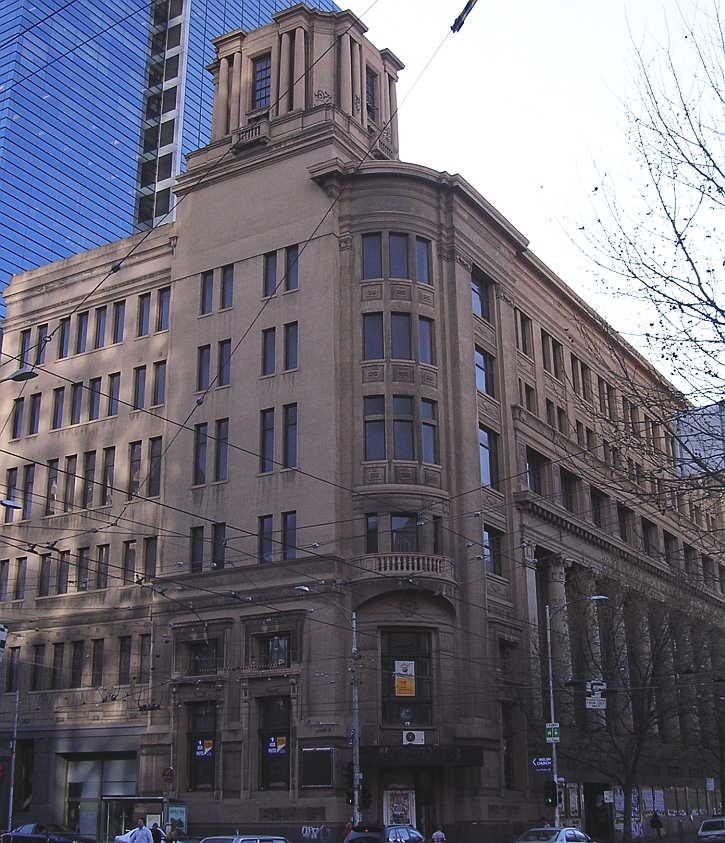
ラ・トローブ通りにあるゴッドフレイ&スパワーズ設計による1926年開設のジ・アーガス・ビル

ジ・アーガス（英語: The Argus）は、メルボルンで発行されていたオーストラリアの朝刊紙であり、1846年6月2日から1957年1月19日まで発行された。この時代に発行されていたオーストラリアの一般紙における最大の発行部数を誇っていたとされる。その歴史の大半において保守主義の新聞として広く知られ、1949年からは左派寄りとなった。ジ・アーガスのライバル紙はデイヴィッド・サイムが発行した、より自由主義寄りの新聞『ジ・エイジ（The Age）』であった。

## 歴史
最初、ジ・アーガスはウィリアム・カール（William Kerr）により所有されていた。彼は1851年から1856年までメルボルンの町の新聞販売員を務め、1839年に実業家のジョン・パスコ・フォークナーが経営する新聞社のメルボルン・アドバタイザー（Melbourne Advertiser）で働くためにメルボルンに引っ越す前は、シドニー・ガゼット（Sydney Gazette）でジャーナリストとして働いていた。
ジ・アーガスの初版発行は1846年6月2日である。新聞はすぐに中傷的な嫌がらせと皮肉な言葉で知られるようになり、1853年までに連続して発生した名誉毀損訴訟で敗訴が続いた後、カールは財政破綻を回避するために新聞社の所有権売却を余儀なくされた。その後、ジ・アーガスはジャーナリストのエドワード・ウィルソンの手で発行された。1855年までのジ・アーガスの発行部数は1万3000部であった。
1881年10月、夕刊紙はジャーナリストであり編集者のヘンリー・ショートの手で編集されたイヴニング・メール（Evening Mail）として発行が開始されたが、これは失敗に終わり、1882年8月に発行を打ち切った。1883年には編集長、および所有者のリチャード・トウェペニ（1857年-1919年）がジ・アーガスを「イングランド以外で発行される最高の日刊紙」と評価した 。ジ・アーガスは週刊紙『ジ・オーストラレシアン（The Australasian）』と同じ所有者のものとなり、1946年にオーストラレシアン・ポストとなった。
世界大恐慌の最中だった1933年、ジ・アーガスはジ・ヘラルド・アンド・ウイクリー・タイムズ社の新聞紙「ジ・ヘラルド（The Herald (Melbourne)）」に対抗する形でメルボルン・イヴニング（Melbourne Evening）の発行を開始したが、発行部数が伸び悩み、冒険的事業は1936年に終わりを迎えた。
この会社の新聞発行事業は1939年から経済的混乱に陥り、新聞印刷用紙の価格上昇、およびメルボルンでの新聞紙の発行部数における過当競争の影響で1940年代から1950年代にかけてこの事態が続くことになった。
1949年7月、ジ・アーガスはロンドンを拠点とするデイリー・ミラー紙グループにより買収され、1952年7月28日、カラー写真入りの日刊紙が世界で初めて発行された。新聞はラジオへの関心を引き、1956年からはビクトリア州総合テレビ放送協会（General Telecasters Victoria（GTV））とそのテレビ局であるGTV-9（現在のナイン・ネットワーク）の一部）の一部となるテレビ産業の新しい媒体となった。
初版が発行されてから110年7ヶ月17日が経った1957年1月19日、最終版のジ・アーガスが印刷された。この新聞社はジ・ヘラルド・アンド・ウィクリー・タイムズグループ（HWT）に売られた。当社はアーガスの社員を再雇用することと選別された特色を生かした編集を続けることを約束し、イギリスの所有者にも株を割り当てさせた。この会社の他の印刷物や放送事業は影響を受けなかった。

## 著名な編集者と著述家
- ジュリアン・ハワード・アシュトン（1877年-1964年）：イギリス生まれのジャーナリスト、著述家、および評論家
- ヒュー・バギー（1896年-1974年）：ジャーナリスト、フットボールライター
- エドワード・シェルドン・カニンガム（1859年-1957年）：編集長（1906年-1928年）
- ロイ・カーソイズ（英語版）（1892年-1971年）：編集長（1929年-1935年）
- フランセス・フィッツジェラルド・エルメス（1867年-1919年）：イギリス生まれのフェミニストジャーナリスト
- フレデリック・ウィリアム・ハッドン（英語版）（1839年-1906年）：イギリス系オーストラリア人編集補佐（1863年）、編集長（1867年-1898年）
- アンドリュー・マーレー（1813年-1880年）：編集長（1855年、1856年）
- チャールズ・パトリック・スミス（1877年-1963年）：ジャーナリスト
- エドワード・オックスフォード（英語版）（1822年-1900年）：著述家、ヴィクトリア女王暗殺未遂犯
- ジェームス・スミス（英語版）（1820年-1910年）：ジャーナリスト、百科事典編纂者
- デイビッド・ワッターストン（英語版）（1845年-1931年）：編集長、ジャーナリスト
- ハワード・ウィロビー（英語版）（1839年-1908年）：ジャーナリスト
- エドワード・ウィルソン（1813年-1878年）：ジャーナリスト、慈善家
- セオドシア・エイダ・ウォレス（英語版）（1872年-1953年）：ジャーナリスト